# Kerkhof van Helfaut
Het Kerkhof van Helfaut is een gemeentelijke begraafplaats in de Franse gemeente Helfaut in het departement Pas-de-Calais. Het kerkhof ligt aan de Rue Royale rond de Église Saints-Fuscien-et-Victoric, dicht bij de zuidrand van het dorp. Het wordt grotendeels omsloten door een wand met betonnen platen en afgesloten door een tweedelig metalen hek.

## Britse oorlogsgraven
In de zuidelijke hoek van het kerkhof ligt een perk met 10 Britse gesneuvelde militairen uit de Tweede Wereldoorlog. Alle slachtoffers waren leden van de British Expeditionary Force (BEF) en sneuvelden tussen 29 mei en 23 juli 1940. Hun graven worden onderhouden door de Commonwealth War Graves Commission, die de begraafplaats heeft ingeschreven als Helfaut Churchyard.